# Dzsáhilijja
A dzsáhilijja (arab nyelven: جاهلية – ğāhiliyya) az arabok történetének iszlám, tehát 622 előtti korszaka. Magyarra többféle módon fordítják: tudatlanság kora, barbárság kora, szilajság kora stb. A legcélravezetőbb talán a pogányság korának nevezni.
Egykorú írásos emlékek híján a dzsáhilijja korszakáról meglehetősen csekély történeti ismeretekkel rendelkezünk. Az arab irodalom ebből a korból fennmaradt termékei – alapvetően a szájhagyomány által fenntartott, majd a 7-8. században összegyűjtött költemények – mindazonáltal tájékoztatást adnak a korabeli alapvető életformáról, társadalmi berendezkedésről és kultúráról.

## A korabeli arabság
Célszerű megkülönböztetnünk a korabeli arabság két, alapjaiban eltérő életmódot folytató csoportját. Az egyik a beduin, azaz nomád „közép-arab” csoport, amely Mezopotámiától és Szíriától délre, a félsivatagos-sivatagos területen élt, a másik pedig a sivatag északi határán élő városias arabság. A kettő között szoros gazdasági és kulturális kapcsolat állt fenn, azonban sok tekintetben jelentős eltérések mutatkoztak. (A délarab területek fénykora, melyek nyelve jelentősen eltért az északi rokonaitól, az 5. századra áldozott le végleg.)

### A városias észak
A mezopotámiai és szíriai arabság államokat hozott létre, melyek a Közel-Kelet két domináns hatalma, a Bizánci és az Újperzsa Birodalom hűbéresei, ütközőállamai voltak: a Gasszánidák és a Lahmidák államai. Az előbbi a mai Szíria, Palesztina és Jordánia területén alakult ki, lakói pedig felvették a keresztséget. Ezzel szemben a Lahmidák Hírában, a mai Irak területén rendezkedtek be, és alapvetően a perzsák vazallusai voltak. A két államalakulat folyamatos harcban állt egymással és a nomád arabokkal, miközben pezsgő udvari kultúrát hozott létre.

### A nomád Közép-Arábia
A nomád arabok kisebb-nagyobb klánokból, családokból álló törzsekben (arabul banu, például Bakr, Taglib, Muzajna, Szakíf, Kurajs stb.) éltek, melyek nevüket valamely mitikus őstől vagy totemállattól eredeztették (utóbbira példa a Banu Aszad: Oroszlán-törzs). Csak nagy ritkán került sor nagyobb törzsszövetségek (például a 6. század elején a jemeni eredetű kinditák vezette szövetség) létrehozására, és ezek általában gyorsan szét is estek. A sivatagi nomádok törvények nélküli, szokásjog által szabályozott életet éltek. Nézeteltéréseik egyik bevett elintézési módja volt a vérbosszú, azonban nem csak az elkövető, hanem az egész törzse ellen. Ez – bár primitívnek tűnik – a béke záloga volt, a törzs ugyanis kollektív felelősséget vállalt minden tagjának minden tettéért. Amennyiben valaki a törzse ellen vétett, azt kiközösítették, és többé nem élvezett védelmet – a magányos kóborlók (arab nevük szulúk) élete pedig nem volt biztonságban.
A nomád arabság erkölcsi életében nagyon fontos szerepet töltött be a vendégszeretet, vendégbarátság. Még ha halálos ellenség is volt az illető, aki belépett az ember sátrába, kötelesség volt megvendégelni a váratlan vendéget. A törzs minden vagyontárgyat közösen birtokolt. Germanus Gyula megfogalmazása szerint „a puszta egyetlen magántulajdona a nő és a gyermek volt” – márpedig feleségből mindenki annyival rendelkezett, amennyit tekintélye elbírt. A korabeli arab erkölcsiség egyik sarokpontja volt a nők tisztelete, akik gyermeknevelés mellett adott esetben a harcokból is kivették a részüket.
Némileg megkülönböztetett helyzetben voltak a törzseken belül az „arabok hollói”, azaz azok, akik arab apától és fekete rabnő-anyától származtak. Megbecsülésüket hőstettekkel és költészetben elért eredményekkel vívhatták ki. Egyikük, Antara ibn Saddád köré legendás történetek fonódtak, melyet regényes formában meg is jelentettek (itt neve rövidített formában szerepel: Antar-regény) és az arabság nemzeti hősévé vált.

## Vallás, hiedelmek
Az arab törzsek hiedelemvilága kevéssé ismert, bár tudjuk, hogy többnyire politeisták voltak. (Egyes törzsek a kereszténységet, mások a zsidó vallást vették fel, és akadtak be nem sorolható monoteisták is köztük.) Mesevilágukból is kitűnik: a sivatagot szerintük különböző szellemek (dzsinnek) és szörnyetegek (gúlok) népesítették be, akik ártók, de barátságosak is lehettek (például a költői tehetséget vagy a jóslási képességet a dzsinnek inspirációjával magyarázták). Nagy pogány szentély volt Mekkában, ahol egy fekete kő környezetében, a fölé emelt nagy, kocka alakú építményben, a Kábában voltak elhelyezve az egyes törzsek bálványai, melyeknél áldozatokat mutathattak be. Az év négy hónapját szentnek nyilvánították, megtiltva minden ellenségeskedést. Ekkor mód adódott a bálványok felkeresésére és áldozatbemutatásra, valamint a nagy vásárok lebonyolítására. Mekka így pezsgő vallási és kereskedelmi központtá vált.
Mindazonáltal az – iszlám kori tudósok által sok esetben interpolált, átírt, iszlámosított – irodalmi hagyatékból kitűnik: a dzsáhilijja idején az arabság életében csak másodlagos szerepet játszottak a vallási kérdések. Még a jelentős mértékben spirituális tevékenységnek felfogott költészet emlékeiben is alig-alig akadni vallásos utalásokra. Ezért is jelentett hatalmas újdonságot az utolsó ítéletet és túlvilágot hirdető Mohamed próféta fellépése 610 körül.

## A dzsáhilijja kultúrája
Az arab pogány kor művelődéstörténetének legfontosabb fennmaradt emlékei az irodalmi alkotások, pontosabban a beduin költők versei jelentik. A legarchaikusabb forma a prózarím, a szadzs, amely a mai napig használatos emelkedett szövegeknél, recitációnál. Némileg fejlettebb forma a radzsaz és a hazadzs, amelyek már kötött metrumok. Az arab költészet csúcsát a 6-7. században teljesen kifejlődött, és az iszlám időkben is nagyon sokáig non plus ultrának tekintett kaszída jelentette.
A kaszída időmértékes-rímes költemény, ami alapvetően a nomád életformát, a törzsi berendezkedést, a hosszú háborúskodásokat (az „arabok napjait”, például a Baszúsz háborúja és a Dáhisz–Gabrá-háborút) és a magányos sivatagi kalandozásokat örökítik meg. Külön műfajt jelentenek a gyászdalok (riszá vagy marszija), a becsmérlő (hidzsá) és a dicsőítő költemények (madh vagy madíh). A nomád költők gyakran keresték fel pártfogót keresve a palmürai, de még inkább a hírai udvart. Itteni működésük alatt művészetük lényegesen nem változott, még tematikájában sem.
Az arab nyelv, melyet a hidzsra első századaiban (alapvetően a 8-9. század folyamán) kanonizáltak, a Korán nyelvezetén túl a pogány kori kaszídák nyelvhasználatának felhasználásával jött létre. Az arab nyelvészet nagy tudósai minden szabályt beduin versekben található sáhidokkal, bizonyító helyekkel (szó szerint: tanú) támasztottak alá.
A pogány korban már létezett az arab írásbeliség, sőt meglehetősen elterjedt volt a nagyobb városokban, kereskedelmi központokban (például Mekka, Jaszrib). A költészet oly nagy becsben állt, hogy több városban (például Ukáz, Dzu l-Madzsáz, Madzsinna) rendszeresen költői versenyeket rendeztek.

### Alkotók
- Sanfara († 6. század elején)
- Taabbata Sarran († 530 k.)
- Muhalhil († 531 k.)
- Imru l-Kajsz († 540 k.)
- Szamaval († 560 k.)
- Tarafa († 564 k.)
- Mutalammisz († 569 k.)
- Urva ibn al-Vard († 596 k.)
- Hárisz ibn Hilliza (6. század)
- Amr ibn Kulszúm († 600 k.)
- Nábiga († 604 k.)
- Hátim at-Tái († 605 k.)
- Antara († 615 k.)
- Zuhajr ibn Abi Szulma († 625)
- Hanszá (575 k. – 644/664)
- Kaab ibn Zuhajr († 645 k.)
- Labíd († 662)
- Hasszán ibn Szábit († 673/674)